# Germi (Verwaltungsbezirk)
Germi (persisch شهرستان گرمی) ist ein Schahrestan in der Provinz Ardabil im Iran. Er enthält die Stadt Germi, welche die Hauptstadt des Verwaltungsbezirks ist. Der Bezirk grenzt im Osten an Aserbaidschan an und wird mehrheitlich von Aseris bewohnt. 

## Demografie
Bei der Volkszählung 2016 betrug die Einwohnerzahl des Schahrestan 76.901. Die Alphabetisierung lag bei 78 Prozent der Bevölkerung. Knapp 41 Prozent der Bevölkerung lebten in urbanen Regionen.
| Zensusjahr | Einwohnerzahl |
| ---------- | ------------- |
| 2011       | 84.267        |
| 2016       | 76.901        |